# Хорева, Мария Владимировна
Мария Владимировна Хо́рева (род. 3 июля 2000, Санкт-Петербург) — российская артистка балета, с 2018 года — первая солистка балетной труппы Мариинского театра. Популярный балетный ютьюб- и инстаграм-блогер (более 600 тысяч подписчиков на 2023 год). Лауреат премии «Душа танца» (2020).

## Биография

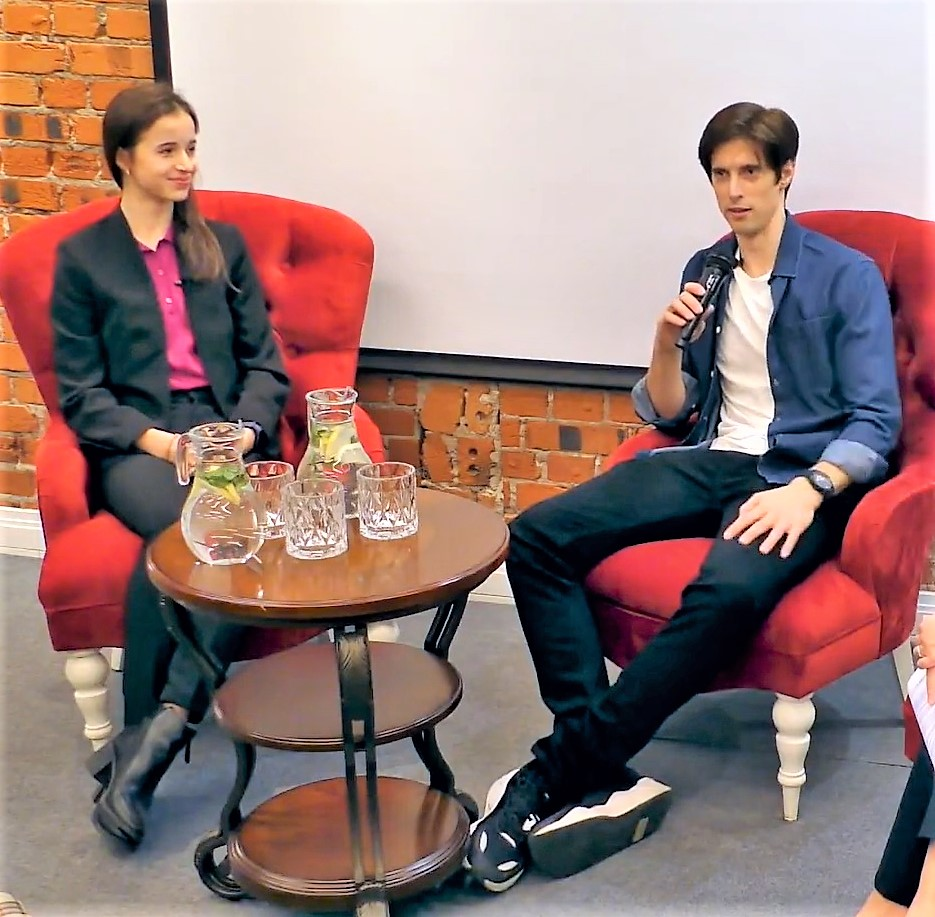
Мария Хорева и Пэриш, Ксандер, 2020 год

Родилась 3 июля 2000 года в Санкт-Петербурге. С раннего детства, в течение семи лет, занималась художественной гимнастикой. Тренировалась у Галины Улановой, участвовала во всероссийских соревнованиях. Так как семья жила на Итальянской улице, близ Михайловского театра, также с раннего детства посещала театр: в возрасте трёх лет посмотрела свой первый балет «Щелкунчик». В 2010 году поступила в Академию русского балета имени А. Я. Вагановой, из художественной гимнастики ушла со скандалом, так как тренеры делали на неё ставку.
В 2013 году начала вести свой блог под ником @marachok в Инстаграме. Мама Марии Хоревой является учительницей английского языка — чтобы лучше освоить этот язык, Мария делала публикации одновременно по-английски и по-русски. Отец, IT-специалист по профессии, помогал дочери с блогом.
В 2015 году из-за воспаления обоих ахиллов пропустила большую часть учебного года, так что встал вопрос об отчислении из школы, — однако Мария смогла справиться с травмой и продолжить обучение. В старших классах в рамках учебной практики танцевала сольные партии в школьных спектаклях, в том числе, главные партии в балетах «Фея кукол» и «Щелкунчик». Участвовала в гастрольных поездках Академии.
В 2018 году окончила с отличием Академию русского балета (выпуск педагога Людмилы Ковалёвой), после чего получила предложения о работе от шести балетных трупп, включая Большой и Мариинский театры. Летом, ещё до начала своего первого театрального сезона, по приглашению руководителя балетной труппы Мариинского театра Юрия Фатеева, Мария вместе с однокурсницами Дарьей Ионовой и Анастасией Нуйкиной после двух месяцев репетиций дебютировала в балете Джорджа Баланчина «Аполлон» в партии Терпсихоры (Аполлон — Ксандер Пэриш). В этот период она ещё не подписала контракт и могла выбрать для работы любую труппу — однако приняла решение остаться в Мариинском театре.
Карьера Хоревой в театре развивалась стремительно: после открытия сезона она выступила в «Корсаре» (трио одалисок) и в «Лебедином озере» (па-де-труа), а уже в октябре исполнила заглавную партию в трёхактном балете «Пахита» в постановке Юрия Смекалова. В том же месяце выступала в «Аполлоне» на фестивале Баланчина на сцене Нью-Йорк-Сити центра (США) и тогда же была продвинута из артистки кордебалета сразу в ранг первой солистки. Юрий Фатеев так прокомментировал это продвижение: «Необходимо показать и ей, и балетному миру, как мы ценим талантливых людей».
В конце года журнал Dance Magazine включил Хореву в список 25 to Watch («25 артистов и хореографов, которых стоит увидеть в 2019 году»), отметив, что начинающая свою карьеру артистка по количеству подписчиков в Инстаграме превзошла таких признанных звёзд балета из России, как Мария Кочеткова и Диана Вишнёва. В апреле 2019 года на гастролях в Вашингтоне (США) дебютировала в партии Медоры в балете «Корсар».
На своём ютьюб-канале выкладывала как балетные видео, так и записи фитнес-тренировок вместе с младшей сестрой Софьей. Делала совместные видеопроекты с такими балетными блогерами, как Клаудиа Дин (Австралия) и Кэтрин Морган (США).
Сотрудничала в качестве фотомодели с французским производителем балетной одежды Wear Moi. C 2019 года является амбассадором австралийской компании Bloch. Ещё в период учёбы в Академии стала амбассадором американского бренда Nike.
Весной 2020 года, во время пандемии коронавируса и локдауна, участвовала в благотворительном интернет-проекте Мисти Коупленд и Джозефа Филипса Swans for Relief, в рамках которого 32 танцовщицы из 14 стран исполнили миниатюру Михаила Фокина «Умирающий лебедь». Затем вместе с Мисти Коупленд и Херманом Корнехо участвовала в постановке новой работы Твайлы Тарп — хореограф репетировала с артистами по видеосвязи, процесс был отображён в документальном фильме Twyla Moves (2021).
В том же году вместе с сестрой (которая стала автором иллюстраций) выпустила книгу «Научите меня балету! Как воспитать своё тело».
Работает в театре под руководством педагога-репетитора Эльвиры Тарасовой. Среди партнёров — Ксандер Пэриш, Ким Кимин, Владимир Шкляров, Филипп Стёпин, Тимур Аскеров.
В августе 2023 года участвовала в концертном проекте «Роберто Болле и друзья», исполняла с ним дуэт из балета «Караваджо».
6 октября 2023 года заменила в балете «Дон Кихот» артистку, получившую травму перед началом спектакля. Станцевала партию Китри в дуэте с Алексеем Тимофеевым, с которым до этого ни разу не выходила на сцену. Затем в течение месяца участвовала в гастролях балетной труппы в Китае. 16 ноября участвовала в качестве спикера в программе Санкт-Петербургского культурного форума. На следующий день получила травму колена перед выходом на сцену в балете «Лебединое озеро» — артистку экстренно заменила Виктория Терёшкина.
Младшая сестра Марии, Софья Хорева, также окончила Академию имени Вагановой и является артисткой кордебалета Мариинского театра.

## Репертуар
Академия русского балета
- «Танец часов[англ.]» (Ночь), «Сюита в белом» (флейта, адажио), «Пробуждение Флоры» (Флора, Аврора), «Фея кукол» (Фея кукол), «Щелкунчик» Василия Вайнонена (Маша).

Мариинский театр
- Жизель, «Жизель», балет Жюля Перро и Жана Коралли в редакции Мариуса Петипа;
- Никия, «Баядерка», балет Мариуса Петипа в редакции Владимира Пономарёва и Вахтанга Чабукиани;
- трио одалисок, Медора, «Корсар», постановка Петра Гусева по балету Мариуса Петипа;
- Повелительница дриад, Китри, «Дон Кихот», постановка Александра Горского по балету Мариуса Петипа;
- па-де-труа, Одетта и Одиллия, «Лебединое озеро», балет Мариуса Петипа и Льва Иванова в редакции Константина Сергеева;
- принцесса Флорина, принцесса Аврора, «Спящая красавица», балет Мариуса Петипа в редакции Константина Сергеева;
- Раймонда, «Раймонда», балет Мариуса Петипа в редакции Константина Сергеева;
- Маша, «Щелкунчик», балет Василия Вайнонена;
- Ширин, «Легенда о любви», балет Юрия Григоровича;
- Аспиччия, «Дочь фараона», постановка Тони Канделоро по балету Мариуса Петипа (на основе редакции Алексея Ратманского);
- Пахита, «Пахита», постановка Юрия Смекалова по балету Мариуса Петипа (гран-па в редакции Юрия Бурлаки);
- Одетта и Одиллия, «Лебединое озеро», балет Льва Иванова и Мариуса Петипа;
- Балеты Джорджа Баланчина: «Аполлон[англ.]» (Терпсихора); «Драгоценности[англ.]» (III часть, «Бриллианты»), «Серенада», «Сон в летнюю ночь[англ.]» (па-де-де II акта), Па-де-де на музыку Чайковского[англ.].
- «Семь сонат», хореография Алексея Ратманского;
- Concerto DSCH, хореография Алексея Ратманского;
- «Пионерская сюита», хореография Александра Сергеева;
- Concertino bianco, хореография Дмитрия Пимонова;
- Closure, хореография Джулиано Нуниса.

## Фильмография
- Twyla Moves, документальный фильм, режиссёры Стивен Кантор и Джонатан Филд (США, 2021).
- Рута, телесериал «Балет» режиссёра Евгения Сангаджиева

## Награды
- 2019 — лауреат Европейской премии Кармен Матеу для молодых артистов.
- 2020 — лауреат премии журнала «Балет» «Душа танца» в номинации «Восходящая звезда».
- 2020 — победитель телевизионного конкурса канала «Культура» «Большой балет».
- 2021 — лауреат гран-при международного балетного конкурса Пекинской академии танца.
- 2023 — лауреат премии «ТОП50. Самые знаменитые люди Петербурга» в номинации «Театр и шоу»